# Eva Lindh
Eva Lindh (1971) é uma política sueca. Desde 24 de setembro de  2018 que tem servido como membro do Riksdag em representação do círculo eleitoral do condado de Östergötland.
Ela já serviu como membro suplente do Riksdag quando Johan Löfstrand e Teresa Carvalho estavam em licença parental.